# Copa de baloncesto de Eslovenia
La Copa de baloncesto de Eslovenia (en eslovaco Pokal Špar) es la competición de copa de baloncesto de Eslovenia. Se disputa desde el año 1991 y en sus últimas ediciones ha adoptado el formato Final Eight, eliminatorias directas entre 8 participantes.

## Resultados
| Año  | Sede de la final | Campeón                       | Finalista                     | MVP              |
| ---- | ---------------- | ----------------------------- | ----------------------------- | ---------------- |
| 1992 | Škofja Loka      | Smelt Olimpija                | Tinex Medvode                 | N/A              |
| 1993 | Postojna         | Smelt Olimpija (2)            | Optimizem Postojna            | N/A              |
| 1994 | Polzela          | Smelt Olimpija(3)             | Kovinotehna Savinjska Polzela | N/A              |
| 1995 | Radenci          | Smelt Olimpija(4)             | Postojna                      | N/A              |
| 1996 | Maribor          | Kovinotehna Savinjska Polzela | BWC Maribor                   | N/A              |
| 1997 | Polzela          | Smelt Olimpija (5)            | Kovinotehna Savinjska Polzela | N/A              |
| 1998 | Novo Mesto       | Union Olimpija (6)            | Zlatorog Laško                | N/A              |
| 1999 | Liubliana        | Union Olimpija (7)            | Zlatorog Laško                | N/A              |
| 2000 | Laško            | Union Olimpija (8)            | Zlatorog Laško                | N/A              |
| 2001 | Zagorje          | Union Olimpija (9)            | Krka Telekom                  | Emilio Kovačić   |
| 2002 | Liubliana        | Union Olimpija (10)           | Krka                          | Jiri Welsch      |
| 2003 | Domžale          | Union Olimpija (11)           | Geoplin Slovan                | N/A              |
| 2004 | Maribor          | Pivovarna Laško               | Union Olimpija                | N/A              |
| 2005 | Škofja Loka      | Union Olimpija (12)           | Zlatorog Laško                | Sašo Ožbolt      |
| 2006 | Domžale          | Union Olimpija (13)           | Zlatorog Laško                | N/A              |
| 2007 | Liubliana        | Helios Domžale                | Union Olimpija                | Robert Troha     |
| 2008 | Liubliana        | Union Olimpija (14)           | Helios Domžale                | Jasmin Hukić     |
| 2009 | Laško            | Union Olimpija (15)           | Elektra Esotech               | Jasmin Hukić     |
| 2010 | Novo Mesto       | Union Olimpija (16)           | Zlatorog Laško                | Gašper Vidmar    |
| 2011 | Škofja Loka      | Union Olimpija (17)           | Helios Domžale                | Sašo Ožbolt      |
| 2012 | Brežice          | Union Olimpija (18)           | Krka                          | Deon Thompson    |
| 2013 | Celje            | Union Olimpija (19)           | Helios Domžale                | Dino Murić       |
| 2014 | Maribor          | Krka                          | Union Olimpija                | Sani Bečirović   |
| 2015 | Laško            | Krka (2)                      | Zlatorog Laško                | Chris Booker     |
| 2016 | Liubliana        | Krka (3)                      | Lastovka                      | Luka Lapornik    |
| 2017 | Domžale          | Union Olimpija (20)           | Krka                          | Nikola Janković  |
| 2018 | Ljubljana        | Sixt Primorska                | Šenčur GGD                    | Matic Rebec      |
| 2019 | Koper            | Sixt Primorska (2)            | Hopsi Polzela                 | Marjan Čakarun   |
| 2020 | Ljubljana        | Koper Primorska (3)           | Cedevita Olimpija             | Aleksandar Lazić |
| 2021 | Ljubljana        | Krka (4)                      | Šentjur                       | Luka Lapornik    |
| 2022 | Ljubljana        | Cedevita Olimpija (21)        | Helios Suns                   | Edo Murić        |
| 2023 | Maribor          | Cedevita Olimpija (22)        | Helios Suns                   | Alen Omić        |
| 2024 | Ljubljana        | Cedevita Olimpija (23)        | KK Krka                       | Alen Omić        |
| 2025 | Ljubljana        | Cedevita Olimpija (24)        | KK Krka                       | Bine Prepelič    |

## Palmarés
| Club              | Títulos | Años campeón |
| ----------------- | ------- | --- |
| Cedevita Olimpija | 24      | 1992, 1993, 1994, 1995, 1997, 1998, 1999, 2000, 2001, 2002, 2003, 2005, 2006, 2008, 2009, 2010, 2011, 2012, 2013, 2017, 2022, 2023, 2024, 2025 |
| Krka              | 4       | 2014, 2015, 2016, 2021 |
| KK Primorska      | 3       | 2018, 2019, 2020 |
| Hopsi Polzela     | 1       | 1996 |
| Zlatorog Laško    | 1       | 2004 |
| Helios Domžale    | 1       | 2007 |